# 니키와 파울루
니키 페르난데즈와 파울루(Nikki Fernandez, Paulo)는 미국의 방송국 ABC의 드라마 로스트의 등장인물로 남태평양의 한 섬에 추락한 후 살아남은 생존자 중 2명이다. 미국의 배우 캘리 산체즈와 브라질계 배우 로드리고 산토로가 연기하였다.
이 두 사람은 시즌 3 초반에 소개되었다. 로스트 제작진은 스토리가 대부분 생존자 중 15명에게만 집중적으로 보여져서 나머지는 뭘 할 수 없는지 알 수 없었고, 이 니키와 파울루가 그 문제를 해결해주는 역할이라고 밝혔다. 이 캐릭터에 대한 반응은 대체적으로 부정적이였는데 왜냐하면 앞뒤 맥락도 없이 갑자기 소개되었기 때문이다. 로스트의 연출 감독인 데이먼 린델로프도 이 캐릭터들을 내보낸 것에 대해 "무례했다"라고 인정하였고, 이러한 이유로 인해서, 이 들은 이 들이 등장한 시즌에서 바로 죽어버렸다.

## 인용
1. ↑  Fordis, Jeff, (January 22, 2007) "ABC Studios Lost Show Description Lead Press Release Page," ABC Medianet. Retrieved on April 8, 2007.
2. ↑  Fordis, Jeff, (February 16, 2007) "ABC Television Studio Lost March 7, 2007 Episode "Enter 77" Entertainment Press Release," ABC Medianet. Retrieved on April 1, 2007.
3. ↑  "Further Instructions." Lost, ABC. October 18, 2006. Episode 3, season 3.
4. ↑  White, Cindy, (January 22, 2007) "Executive Producers Damon Lindelof and Carlton Cuse Promise That They Have Found the Plot Twists That Will Bring Lost's Viewers Back 보관됨 2009-03-04 - 웨이백 머신," Sci Fi. Retrieved on April 1, 2007.
5. ↑  Catlin, Roger, (January 30, 2007) "Nikki and Paulo Rising 보관됨 2007-03-31 - 웨이백 머신," Hartfort Courant. Retrieved on April 1, 2007.
6. ↑  Jensen, Jeff & Snierson, Dan, (February 8, 2007) "'Lost' and Found 보관됨 2012-04-26 - 웨이백 머신," Entertainment Weekly. Retrieved on April 3, 2007.